# Paulinho (football, 1958)
Pour les articles homonymes, voir Paulinho (homonymie).
Paulo Luiz Massariol, appelé plus simplement Paulinho (né le 3 avril 1958 à São Paulo), est un joueur de football brésilien, qui jouait au poste d'attaquant.

## Biographie
Paulinho commence sa carrière professionnelle avec le XV de Piracicaba. 
Paulinho joue ensuite pas moins de 69 matchs de Série A avec le Vasco entre 1977 et 1980, inscrivant 28 buts, et finit meilleur buteur du championnat brésilien 1978 avec 19 buts.
Il joue ensuite six matchs de Série A avec Palmeiras en 1981, inscrivant 3 buts, avant de partir rejoindre le Grêmio en 1982, avec qui il inscrit un but en 12 matchs. Paulinho défend ensuite les couleurs du Comercial-RP en 1983, et prend sa retraite en 1989.